# Congresbury Yeo
Yeo, zwana również dla ujednoznacznienia Congresbury Yeo – rzeka w Anglii w hrabstwie Somerset. Wypływa w centrum wsi Compton Martin, uchodzi do estuarium rzeki Severn niedaleko wsi Wick St. Lawrence, w pobliżu miasta Weston-super-Mare. 

## Rzeka w kulturze
Nazwa rzeki znana jest w Anglii jako marka popularnych jogurtów Yeo Valley. Początkowo zakład znajdował się w dolinie rzeki, obecnie znajduje się w Highbridge.